# سبورغان
سبورغان هي قرية في مقاطعة أرومية، إيران. يقدر عدد سكانها بـ 216 نسمة بحسب إحصاء 2016.